# Going Back Home
Going Back Home – album studyjny brytyjskiego instrumentalisty i wirtuoza instrumentów perkusyjnych Gingera Bakera (m.in. Cream, Blind Faith). Płyta została zrealizowana we współpracy z gitarzystą jazzowym Billem Frisellem (gitara elektryczna) oraz cenionym basistą Charliem Hadenem (akustyczna gitara basowa). Baker oprócz instrumentów perkusyjnych nagrał partie śpiewu oraz koprodukował album.
Kompozycje na potrzeby wydawnictwa przygotowali członkowie Ginger Baker Trio, oprócz utworów „Straight No Chaser” autorstwa pianisty Theloniousa Monka oraz „Ramblin’” autorstwa saksofonisty Ornette'a Colemana.

## Lista utworów
1. „Rambler” – 5:26
2. „I Lu Kron” – 2:38
3. „Straight, No Chaser” – 5:33
4. „Ramblin” – 4:22
5. „Ginger Blues” – 5:08
6. „Ain't Temouchant” – 5:00
7. „When We Go” – 3:50
8. „In the Moment” – 4:29
9. „Spiritual” – 3:45
10. „East Timor” – 4:40